# Покровка (Уманський район)
Покровка — селище в Україні, в Монастирищенській міській громаді Уманського району Черкаської області. Розташоване за 10 км на захід від міста Монастирище та за 3 км від залізничної станції Монастирище. Населення становить 66 осіб.

## Галерея

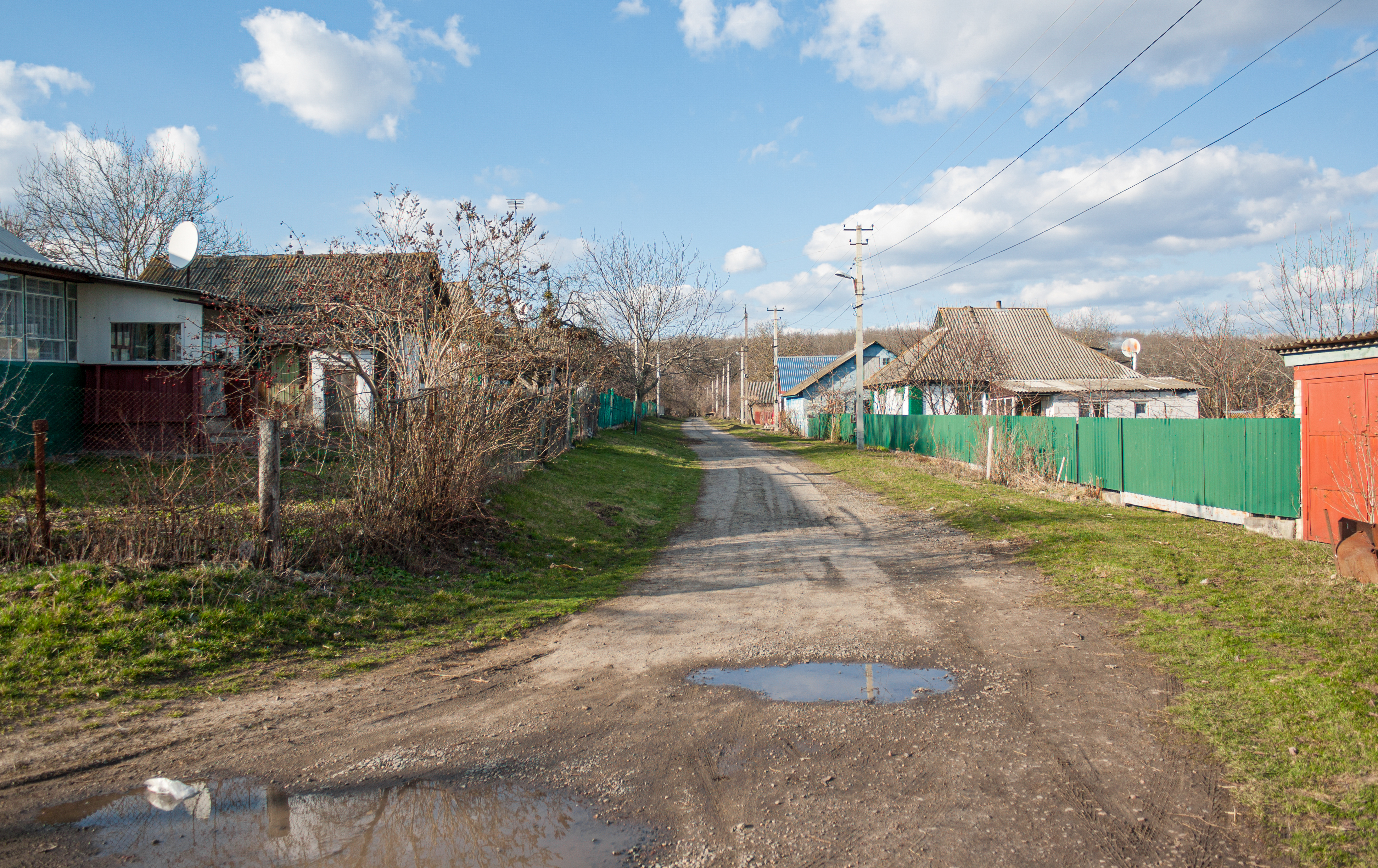
Вулиця Лермонтова
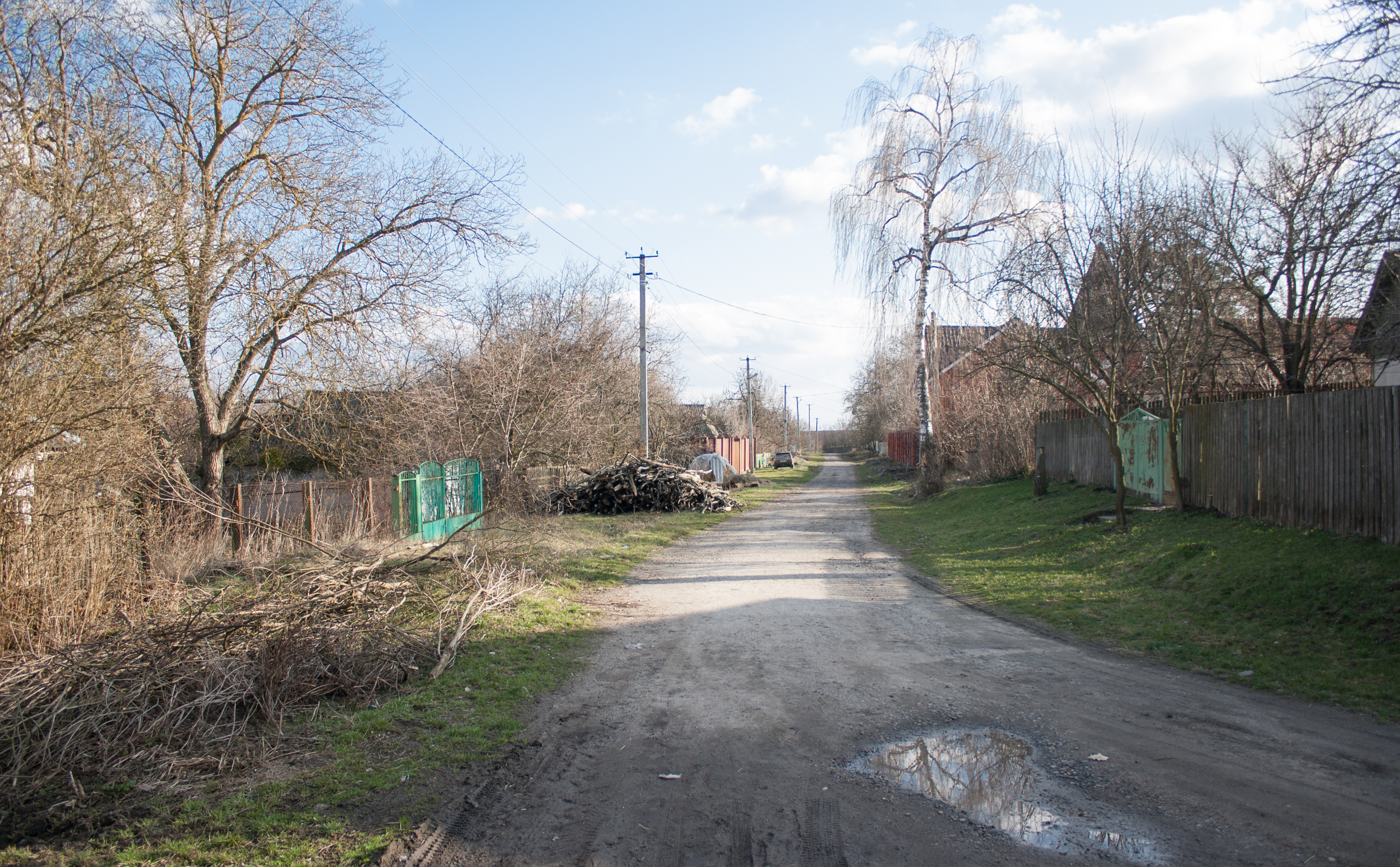
Вулиця Лермонтова